# 高師宣
高師宣（こう の もろのぶ、生年不詳 - 永禄8年5月19日（1565年6月17日））は、戦国時代の武将。本姓は高階氏（略記：高氏）。足利将軍家の家臣で奉公衆を務めた。官位は伊予守。

## 略歴
高師泰の孫にあたる高師秀の子孫。叔父である高師繁の養子となる（実父の名は不明）。『永禄六年諸役人附』には、「御小袖御番衆」の一人として「高伊予守師宣」の名が見られる。
永禄8年（1565年）5月19日、永禄の変で三好勢の攻撃を受けて戦死した。